# Droga krajowa nr 135 (Litwa)
Droga krajowa nr 135 (lit. Krašto kelias 135, skrótowo KK135) – jedna z litewskich dróg krajowych, o długości 9,009 km. Łączy Łoździeje z granicą polsko-litewską w pobliżu miejscowości Akmeniai, skąd przedłużenie szlaku stanowi droga krajowa nr 16 w kierunku Augustowa.
Trasa w całości znajduje się w okręgu olickim.